# Pimoa cthulhu
Pimoa cthulhu är en spindelart som beskrevs av Gustavo Hormiga 1994. Pimoa cthulhu ingår i släktet Pimoa och familjen Pimoidae. Inga underarter finns listade i Catalogue of Life.